# Юї
Юї́ (фр. Huy, валлон. Hu, нід. Hoei) — місто й муніципалітет у Бельгії. Розташовано в провінції Льєж, на березі річки Маас, між Намюром та Льєжем. До складу муніципалітету Юї входять також села Бен-Аен (Ben-Ahin) і Тіанж (Tihange). Загальна кількість населення муніципалітету — 19787 жителів. Площа — 47,79 км².

## Пам'ятки
На головному майдані міста розміщено ратушу в стилі Людовіка XV. Є церква Нотр-Дам (будівництво завершено 1536 року) з ошатною внутрішньою оздобою. У колишньому монастирі розташовано міський музей, що містить зібрання меблів, гравюр, археологічних знахідок і нумізматичних колекцій.

### Чотири дива Юї
- Фігурне вікно-троянда (Li Rondia) на фасаді церкви Нотр-Дам;
- Фонтан Li Bassinia, прикрашений чотирма статуями (1406);
- Міст Li Pontia;
- Цитадель Li Tchestia, зведена між 1818 та 1823 роками.

## Економіка
У селі Тіанж знаходиться атомна електростанція (три енергоблоки), одна з двох АЕС Бельгії.

## Спорт
У місті базується футбольна команда.